# A Alma da Gente
A Alma da Gente é um documentário brasileiro de 2013, dirigido por Helena Solberg e David Meyer, que mostra os diferentes destinos de pessoas marcadas pela transformação através da arte. Seus personagens são os 60 adolescentes do Corpo de Dança da Maré, grupo coordenado pelo coreógrafo e educador Ivaldo Bertazzo no Complexo da Maré.

## Sinopse
Em 2002, o coreógrafo Ivaldo Bertazzo coordenou um projeto de dança com adolescentes moradores da Favela da Maré, levando à apresentação do espetáculo "Dança das Marés". O documentário mostra a rotina de treinos e a interação entre os participantes, revelando os sonhos destes jovens para o futuro. Dez anos mais tarde, em 2012, os diretores procuraram os dançarinos para compreender o impacto deste evento em suas vidas, e para ver se conseguiram conquistar os desejos de infância.

## Produção
Produzido em dois tempos, com um intervalo de dez anos, o longa-metragem tem início em 2002, quando os realizadores filmaram o dia-a-dia dos ensaios de 60 adolescentes integrantes do Corpo de Dança da Maré, no Complexo da Maré, na Zona Norte do Rio de Janeiro. Em 2012, uma década depois da primeira filmagem e interessados no impacto que aquela vivência poderia ter tido sobre a trajetória de cada um dos jovens, Helena e David voltaram ao Complexo da Maré para descobrir os diferentes destinos de alguns integrantes do projeto, já adultos. Todos tinham sonhos sobre suas profissões, mas foram poucos os que conseguiram realizá-los.

## Prêmios
- Melhor filme - 4º Cine Fest Brasil - Montevidéu
- Melhor documentário - Festival de Cinema de Natal[carece de fontes?]